# Fincantieri
Fincantieri S.p.A. est un groupe industriel italien spécialisé dans la construction navale dont le siège est situé à Trieste. Il appartient (71,64 %) à la Cassa Depositi e Prestiti S.p.A (équivalent de la Caisse des Dépôts française), contrôlée par le Ministère italien de l'Économie et des Finances, hérité du groupe industriel public tentaculaire IRI, privatisé en 1984. C'est un des plus importants groupes navals du monde, le premier en Europe. Le groupe Fincantieri est coté à la Bourse de Milan dans l'indice FTSE Italia Mid Cap (it).
Les chantiers navals Fincantieri se répartissent sur plusieurs sites dépendant de trois directions :
- Navires de croisière : Monfalcone, Marghera (Venise) et Sestri, quartier de Gênes ;
- Navires de transport marchand : Ancône, Castellammare di Stabia et Palerme ;
- Navires militaires : Muggiano et Riva Trigoso.

Le chantier de Monfalcone, qui emploie environ 2 000 personnes, est un des chantiers navals les plus grands d'Europe, avec une cale sèche de 350 mètres de long, 56 mètres de large, capable de recevoir des navires jusqu'à 300 000 tonnes.
Fincantieri se classait en 2023 au 48e rang mondial pour la production d'armement.

## Historique

### Les débuts
Le groupe Fincantieri S.p.A. a pris sa structure actuelle en 1959 mais la société est née en 1785. Durant ses 240 années d'histoire, plus de 7 000 navires de tous types, civils et militaires, sont sortis de ses chantiers navals. C'est un des rares constructeurs au monde à être présent dans tous les secteurs de la construction navale de haute technologie.
Dans les années 1930, quatre entreprises de construction navale, Cantieri Riuniti dell'Adriatico (CRDA), Odero-Terni-Orlando (OTO), Navalmeccanica et Ansaldo San-Giorgio Muggiano, ont été acquises par l'État italien et gérées directement par l'IRI. En mars 1948, ils sont transférés de l'IRI à sa filiale, la holding financière publique créée pour gérer le secteur mécanique, Finmeccanica. Les tensions politiques en Europe ont conduit l'IRI à imposer à la société d'abandonner sa division navale pour augmenter sa production militaire, principalement la construction de canons de gros calibre pour les cuirassés et croiseurs lourds et de moyen calibre pour les croiseurs légers, d'un canon de 76 mm pour la défense aérienne et des canons de 100 mm et 120 mm pour les sous-marins. Après la fin de la Seconde Guerre mondiale, en 1949, l'IRI vend la société Odero-Terni-Orlando (OTO) et ses usines de Livourne et de Muggiano à Ansaldo. La société a été renommée OTO-Melara SpA en 1953.
Le 29 décembre 1959, la société Fincantieri est transformée en holding financière pour le contrôle des principaux chantiers navals italiens, regroupant toutes les participations de l'IRI dans les grands groupes publics de construction navale de l'époque, précédemment gérés par Finmeccanica. La société Italcantieri S.p.A. est créée en 1966 pour assurer la gestion directe opérationnelle de ces chantiers navals. En 1973, l'IRI rachète les Cantieri Navali del Tirreno Riuniti au groupe Piaggio, comprenant les chantiers navals de Riva Trigoso, Muggiano, Ancône et Palerme.
Le groupe Fincantieri s'est imposé, dans les années 1980, sur le marché des navires de croisière dont il détient 41 % du marché mondial (en nombre de lits). Fincantieri a été partiellement privatisé en juillet 2014, mais l'État italien en reste l'actionnaire le plus important avec 71,64 % des actions.
En janvier 2017, Fincantieri annonce souhaiter reprendre les 66 % détenue par STX France dans les Chantiers de l'Atlantique. En avril 2017, après des négociations, il est prévu que Fincantieri dispose d’environ 48 % du capital des Chantiers de l'Atlantique, l’État français conserve ses 33,3 %, Naval Group entre à hauteur de 12 % et une fondation bancaire italienne détiendra le solde. Mais en juillet 2017, le nouveau gouvernement français annonce une nationalisation temporaire de STX France afin de « défendre les intérêts stratégiques de la France », après l'échec des discussions avec le groupe italien Fincantieri. Le 2 février 2018, Fincantieri annonce un accord pour 50 % de STX France, estimé à 59,7 millions d'euros. Mais en janvier 2021, Fincantieri annonce finalement abandonner définitivement le rachat des Chantiers de l’Atlantique.

## Quelques chiffres
Le groupe Fincantieri dispose de plus de vingt chantiers navals dans le monde, répartis dans onze pays : Italie, Norvège, Roumanie, Suède, Vietnam, États-Unis, Canada, Brésil, Inde, Chine et France. Il comprend la société Fincantieri SpA, et ses filiales, le groupe norvégien Vard, Camper & Nicholson International à Monaco, Seanics Polska en Pologne.
Son activité est répartie à 65 % sur la construction navale civile et 35 % militaire. Elle revendique la construction de plus de 7 000 navires de fort tonnage. Le groupe emploie plus de 19 500 salariés dont 8 300 en Italie.
|                                        | 2018 | 2017   | 2016   | 2015   | 2014   | 2013   | 2012   | 2011  | 2010   | 2009   | 2008   | 2007   | 2006   | 2005  |
| Chiffre d'affaires (millions d'euros)  |      | 5.020  | 4.429  | 4.183  | 4.399  | 3.810  | 2.380  | 2 382 | 2 876  | 3 269  | 2 932  | 2 714  | 2 495  | 2 321 |
| Nombre de navires livrés > 40 m        |      | 25     | 26     | 21     | 25     | 33     | 4      | 8     | 16     | 15     | 10     | 11     | 8      | 6     |
| Résultat net (millions d'euros)        |      | 57     | 25     | -175   | 55     | 85     | 15     | 10    | -124   | -64    | 10     | 36     | 38     | 63    |
| Carnet de commandes (millions d'euros) |      | 28.482 | 24.003 | 22.061 | 15.019 | 12.900 | 10.240 | 8.361 | 8.888  | 10.069 | 10.848 | 12.013 | 10.270 | 7.804 |
| Nombre de navires en commande          |      | 106    | 99     |        |        |        |        |       |        |        |        |        |        |       |
| Dépenses de R&D (millions d'euros)     |      | 113    | 96     | 90     | 101    | 88     | 62     | 55    | 44     | 47     | 53     | 51     | 48     | 50    |
| Nombre de salariés                     |      | 19.545 | 19.181 | 20.019 | 21.689 | 20.689 | 10.240 | 9.994 | 10.210 | 10.530 | 9.185  | 9.358  | 9.159  | 9.383 |

## Activité
Ses activités sont concentrées sur la construction navale : navires militaires, traversiers et navires spéciaux, la réparation navale et la transformation de tout type de navires ainsi que la fabrication de moteurs diesel, turbines et systèmes d'armes. Outre les navires de croisière, dont elle est le leader mondial, la société construit tous types de navires pour la marine italienne, dont le porte-avions Cavour.
La production de Fincantieri en 2017 était : 
- paquebots de croisière : produits en Italie à Monfalcone, Marghera, Sestri Ponente et Ancône ;
- traversiers : produits en Italie à Castellammare di Stabia et Ancône ;
- cargos ;
- maintenance et réparation de navires à Palerme, La Spezia et Trieste ;
- plateformes offshore et navires spécifiques ;
- yachts de luxe ;
- navires militaires (porte-aéronefs, sous-marins, frégates, corvettes, navires de patrouille, navires auxiliaires, destroyers) et navires spéciaux (océanographiques, péniches, remorqueurs) : en Italie à Muggiano, Riva Trigoso et Gênes ; dans le Wisconsin (États-Unis) à Sturgeon Bay, Marinette et Green Bay ; à Abou Dabi (Émirats arabes unis) ;
- en Italie à Riva Trigoso, Bari et Gênes ; à Chesapeake en Virginie (États-Unis) : 
  - systèmes de propulsion, de stabilisation, de positionnement dynamique, de génération de puissance ;
  - composants : hélices, moteurs diesels ;
- yachts de luxe (plus de 70 mètres) produits en Italie à Muggiano.

## Filiales
- Isotta Fraschini Motori SpA, constructeur de moteurs marins de forte puissance.
- Fincantieri Marine Ssystems North America Inc., ventes et maintenance en Amérique.
- Fincantieri Holding B.V., gestion des participations étrangères : l'Américain Fincantieri Marine Systems (100 %) et l'Allemand Lloyd Werft (21,5 %).
- Fincantieri India Pte. ltd.
- Fincantieri do Brasil.
- ELNAV SpA, compagnie d'armement et location de navires.
- CETENA SpA, centre d'études navales, R&D.
- SEAF SpA, société de financement.
- DELFI srl.
- Manitowoc Marine Group (MMG) rachat pour 120 M US$ en août 2008 à une société américaine, un des principaux constructeurs navals américains de navires de taille moyenne, fournisseur officiel de la marine et des garde-côtes américains.
- Vard Group AS, (anciennement Offshore & Specialized Vessels devenue STX OSV holding Ltd) acquis en février 2013 à STX Europe[10] comprenant dix chantiers : en Norvège (Aukra, Brattvåg, Brevik, Langsten et Søviknes), en Roumanie (Brăila et Tulcea), au Brésil (Niterói et Fortaleza) et un au Vietnam (Vũng Tàu), constructeur de grand navire, brise-glaces, navires spécialisés, paquebots et plates-formes offshore.

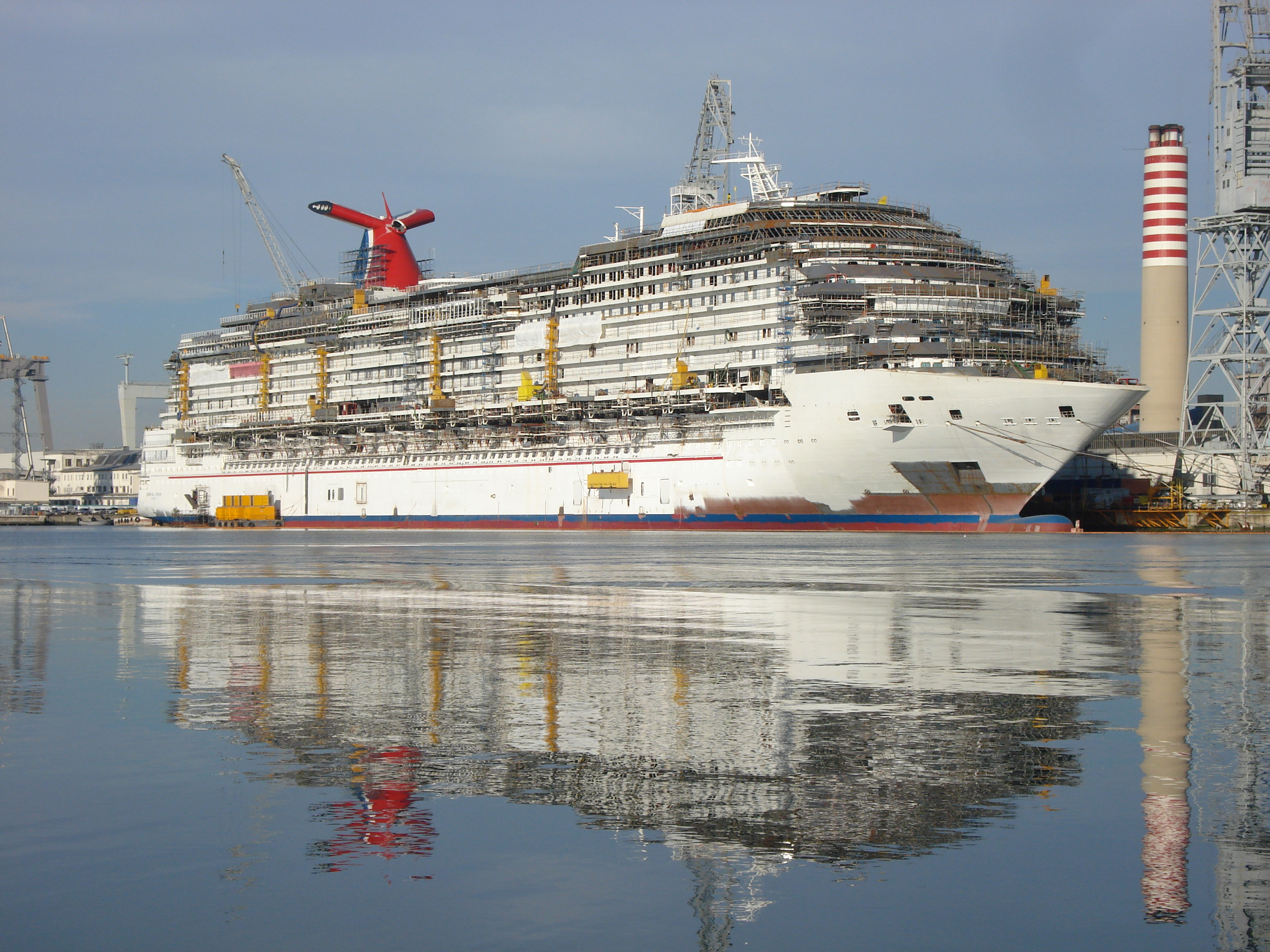
Le Carnival Dream en construction.

## Navires construits
La société Fincantieri a construit plus de 7 000 navires.

### L'Amerigo Vespucci
Fincantieri a construit le voilier-école Amerigo Vespucci dans les années 1930 à Castellamare di Stabia.

### Paquebots
| Navire                                   | Année | Tonnage brut | Armateur                                                      |
| ---------------------------------------- | ----- | ------------ | ------------------------------------------------------------- |
| Pacific Dawn (ex Regal Princess)         | 1991  | 69 845       | P & O Cruises Australia (après Princess Cruises)              |
| Grand Classica (ex Costa Classica)       | 1991  | 52 926       | Bahamas Paradise Cruise Line (après Costa Croisières)         |
| Vasco da Gama (ex MS Statendam)          | 1993  | 55 451       | Cruise & Maritime Voyages (après Holland America Line)        |
| Aegean Myth (ex MS Maasdam)              | 1993  | 55 575       | Mediterranean Dream Inc (après Holland America Line)          |
| Antares Experience (ex Costa Romantica)  | 1993  | 53 700       | démantelé en 2021 (ex Costa Croisières)                       |
| Aegean Goddess ( ex MS Ryndam)           | 1994  | 55 451       | Mediterranean Dream Inc (après Holland America Line)          |
| Sun Princess                             | 1995  | 77 499       | Princess Cruises                                              |
| Carnival Sunshine ( ex Carnival Destiny) | 1996  | 105 000      | Carnival Cruise Lines                                         |
| Aegean Majesty (ex MS Veendam)           | 1996  | 55 451       | Mediterranean Dream Inc (après Holland America Line)          |
| Dawn Princess                            | 1997  | 77 499       | Princess Cruises                                              |
| Borealis ( ex MS Rotterdam)              | 1997  | 59 652       | Fred. Olsen Cruise Lines. (apres Holland America Line)        |
| Grande America                           | 1997  | 56 642       | Grimaldi Group (coulé en 2019)                                |
| Grand Princess                           | 1998  | 108 806      | Princess Cruises                                              |
| Disney Magic                             | 1998  | 83 300       | Disney Cruise Line                                            |
| Sea Princess (ex Adonia)                 | 1998  | 77 499       | Princess Cruises                                              |
| Carnival Triumph                         | 1999  | 101 509      | Carnival Cruise Lines                                         |
| Disney Wonder                            | 1999  | 83 300       | Disney Cruise Line                                            |
| MS Volendam                              | 1999  | 60 906       | Holland America Line                                          |
| MS Zaandam                               | 2000  | 60 906       | Holland America Line                                          |
| Carnival Victory                         | 2000  | 101 509      | Carnival Cruise Lines                                         |
| Costa Magica                             | 2000  | 102 587      | Costa Croisières                                              |
| Costa Fascinosa                          | 2000  | 114 500      | Costa Croisières                                              |
| Bolete (ex MS Amsterdam)                 | 2000  | 60 600       | Olsen Cruise Lines. (apres Holland America Line)              |
| Golden Princess                          | 2001  | 108 865      | Princess Cruises                                              |
| Star Princess                            | 2002  | 108 997      | Princess Cruises                                              |
| Carnival Conquest                        | 2002  | 110 000      | Carnival Cruise Lines                                         |
| MS Zuiderdam                             | 2002  | 81 769       | Holland America Line                                          |
| Danielle Casanova                        | 2002  | 41 447       | SNCM                                                          |
| Carnival Glory                           | 2003  | 110 000      | Carnival Cruise Lines                                         |
| MS Oosterdam                             | 2003  | 85 000       | Holland America Line                                          |
| Costa Fortuna                            | 2003  | 102 587      | Costa Croisières                                              |
| Caribbean Princess                       | 2004  | 112 864      | Princess Cruises                                              |
| MS Westerdam                             | 2004  | 81 811       | Holland America Line                                          |
| Carnival Valor                           | 2004  | 110 000      | Carnival Cruise Lines                                         |
| Costa Magica                             | 2004  | 102 587      | Costa Croisières                                              |
| Arcadia                                  | 2005  | 86 799       | P & O Cruises                                                 |
| Moby Aki                                 | 2005  | 36 284       | Moby Lines                                                    |
| Carnival Liberty                         | 2005  | 110 000      | Carnival Cruise Lines                                         |
| MS Noordam                               | 2006  | 82 000       | Holland America Line                                          |
| Crown Princess                           | 2006  | 113 000      | Princess Cruises                                              |
| Costa Concordia                          | 2006  | 114 500      | Costa Croisières, Naufrage en 2012, démantelé en 2017 à Gênes |
| Queen Victoria                           | 2007  | 90 000       | Cunard Line                                                   |
| Carnival Freedom                         | 2007  | 110 000      | Carnival Cruise Lines                                         |
| Costa Serena                             | 2007  | 114 500      | Costa Croisières                                              |
| Emerald Princess                         | 2007  | 113 000      | Princess Cruises                                              |
| Fram                                     | 2007  | 11 647       | Hurtigruten                                                   |
| MS Ventura                               | 2008  | 113 651      | P & O Cruises                                                 |
| Carnival Splendor                        | 2008  | 113 323      | Carnival Cruise Lines                                         |
| MS Eurodam                               | 2008  | 86 700       | Holland America Line                                          |
| Ruby Princess                            | 2008  | 109 000      | Princess Cruises                                              |
| Pascal Lota (ex Superstar)               | 2008  | 36 299       | Corsica Ferries - Sardinia Ferries (après Tallink)            |
| Costa Pacifica                           | 2009  | 114 500      | Costa Croisières                                              |
| Carnival luminosa (ex Costa Luminosa)    | 2009  | 92 700       | Carnival Cruise Lines (après Costa Croisières)                |
| MS Silver Spirit                         | 2009  | 39 519       | Silversea Cruises                                             |
| Carnival Dream                           | 2010  | 130 000      | Carnival Cruise Lines                                         |
| Costa Deliziosa                          | 2010  | 92 700       | Costa Croisières                                              |
| MS Queen Elizabeth                       | 2010  | 92 400       | Cunard Line                                                   |
| MS Nieuw Amsterdam                       | 2010  | 86 273       | Holland America Line                                          |
| MS Azura                                 | 2010  | 113 651      | P & O Cruises                                                 |
| Le Boréal                                | 2010  | 10 700       | Compagnie du Ponant                                           |
| Carnival Magic                           | 2011  | 130 349      | Carnival Cruise Lines                                         |
| Costa Favolosa                           | 2011  | 114 500      | Costa Croisières                                              |
| MS Marina                                | 2011  | 66 084       | Oceania Cruises                                               |
| MS Riviera                               | 2011  | 66 084       | Oceania Cruises                                               |
| L'Austral                                | 2011  | 10 700       | Compagnie du Ponant                                           |
| Carnival Breeze                          | 2012  | 131 300      | Carnival Cruise Lines                                         |
| Costa Fascinosa                          | 2012  | 114 500      | Costa Croisières                                              |
| Royal Princess                           | 2013  | 142 714      | Princess Cruises                                              |
| Le Soléal                                | 2013  | 10 700       | Compagnie du Ponant                                           |
| Regal Princess                           | 2014  | 142 714      | Princess Cruises                                              |
| Kalaat Béni Abbès                        | 2014  | 9 000        | Marine algérienne                                             |
| Costa Diadema                            | 2014  | 132 500      | Costa Croisières                                              |
| MV Britannia                             | 2015  | 143 730      | P & O Cruises                                                 |
| Le Lyrial                                | 2015  | 10 700       | Compagnie du Ponant                                           |
| Viking Star                              | 2015  | 47 842       | Viking Ocean Cruises                                          |
| F.-A.-Gauthier                           | 2015  | 15 901       | Société des traversiers du Québec                             |
| MV Seabourn Encore                       | 2016  | 41 865       | Seabourn Cruise Line                                          |
| Seven Seas Explorer                      | 2016  | 54 000       | Regent Seven Seas Cruises                                     |
| Viking Sea                               | 2016  | 47 842       | Viking Ocean Cruises                                          |
| MS Koningsdam                            | 2016  | 99 863       | Holland America Line                                          |
| Carnival Vista                           | 2016  | 133 596      | Carnival Cruise Lines                                         |
| Viking Sky                               | 2017  | 47 842       | Viking Ocean Cruises                                          |
| MS Silver Muse                           | 2017  | 40 791       | Silversea Cruises                                             |
| Majestic Princess                        | 2017  | 144 216      | Princess Cruises                                              |
| Viking Sun                               | 2017  | 47 000       | Viking Ocean Cruises                                          |
| MSC Seaside                              | 2017  | 153 516      | MSC Croisières                                                |
| Carnival Horizon                         | 2018  | 133 596      | Carnival Cruise Lines                                         |
| RV Kronprins Haakon                      | 2018  | 9 145        | Havforskningsinstituttet                                      |
| Seabourn Ovation                         | 2018  | 41 865       | Seabourn Cruise Line                                          |
| MSC Seaview                              | 2018  | 153 516      | MSC Croisières                                                |
| Viking Orion                             | 2018  | 47 861       | Viking Ocean Cruises                                          |
| Nieuw Statendam                          | 2018  | 99 500       | Holland America Line                                          |
| Viking Jupiter                           | 2019  | 47 842       | Viking Ocean Cruises                                          |
| Costa Venezia                            | 2019  | 135 500      | Costa Croisières                                              |
| Carnival Panorama                        | 2019  | 133 868      | Carnival Cruise Lines                                         |
| Seven Seas Splendor                      | 2020  | 56 182       | Regent Seven Seas Cruises                                     |
| Scarlet Lady                             | 2020  | 108 192      | Virgin Voyages                                                |
| Enchanted Princess                       | 2020  | 145 281      | Princess Cruises                                              |
| Silver Moon                              | 2020  | 40 844       | Silversea Cruises                                             |
| Costa Firenze                            | 2021  | 135 225      | Costa Croisières                                              |
| Viking Venus                             | 2021  | 47 842       | Viking Ocean Cruises                                          |
| Valiant Lady                             | 2021  | 108 192      | Virgin Voyages                                                |
| MSC Seashore                             | 2021  | 170 412      | MSC Croisières                                                |
| Rotterdam                                | 2021  | 99 935       | Holland America Line                                          |
| Silver Dawn                              | 2021  | 40 855       | Silversea Cruises                                             |
| Discovery Princess                       | 2022  | 145 281      | Princess Cruises                                              |
| Viking Mars                              | 2022  | 47 842       | Viking Ocean Cruises                                          |
| Norwegian Prima                          | 2022  | 143 535      | Norwegian Cruise Line                                         |
| Viking Neptune                           | 2022  | 47 842       | Viking Ocean Cruises                                          |
| MSC Seascape                             | 2022  | 170 412      | MSC Croisières                                                |
| Resilient Lady                           | 2022  | 108 232      | Virgin Voyages                                                |
| Vista                                    | 2023  | 67 000       | Oceania Cruises                                               |
| Viking Saturn                            | 2023  | 47 842       | Viking Ocean Cruises                                          |
| Explora I                                | 2023  | 63 900       | Explora Journeys                                              |
| Norwegian Viva                           | 2023  | 142 500      | Norwegian Cruise Line                                         |
| Seven Seas Grandeur                      | 2023  | 55 000       | Regent Seven Seas Cruises                                     |
| Brilliant Lady                           | 2023  | 108 232      | Virgin Voyages                                                |
| Sun Princess                             | 2024  | 175 000      | Princess Cruises                                              |
| Queen Anne                               | 2024  | 113 000      | Cunard Line                                                   |
| Explora II                               | 2024  | 63 900       | Explora Journeys                                              |
| Viking Vela                              | 2024  | 54 300       | Viking Ocean Cruises                                          |
| Mein Schiff Relax                        | 2025  | 161 000      | TUI Cruises                                                   |
| Norwegian Aqua                           | 2025  | 156 000      | Norwegian Cruise Line                                         |
| Viking Vesta                             | 2025  | 54 300       | Viking Ocean Cruises                                          |
| Allura                                   | 2025  | 67 000       | Oceania Cruises                                               |

### Navires de croisière prévus

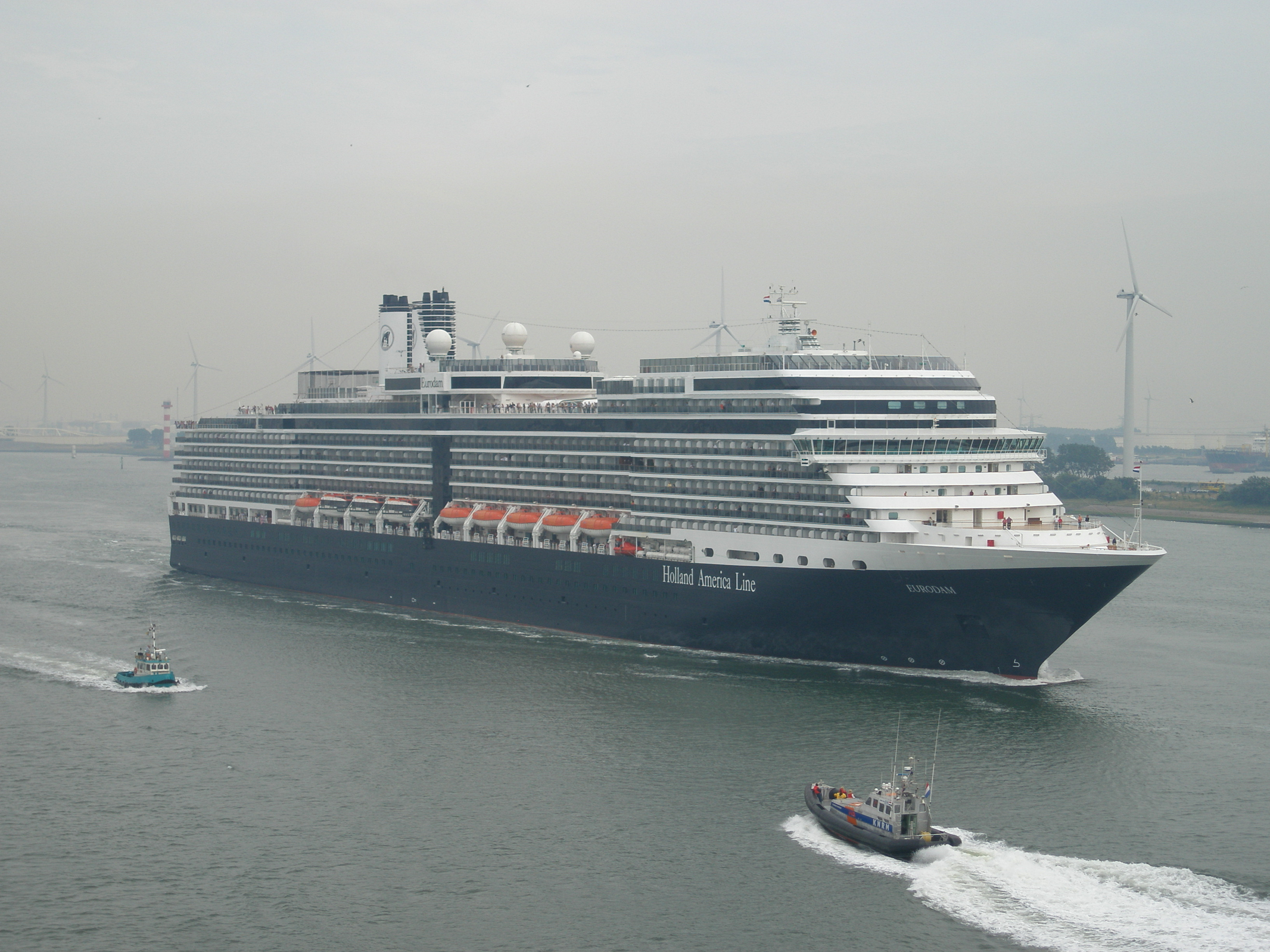
Navire de croisière Eurodam construit par Fincantieri pour Holland America Line livré en juin 2008.

- Un navire pour Princess Cruises de la classe Sphere, le Star Princess en 2025.
- Trois navires pour Norwegian Cruise Line du projet Leonardo, le Norwegian Luna en 2026 et deux sister-ships entre 2027 et 2028.
- Deux navires pour Four Seasons Yachts, le Four Seasons I en 2025 et un sister-ship en 2026.
- Neuf navires pour Viking Ocean Cruises d'une nouvelle classe, le Viking Mira et le Viking Libra en 2026, le Viking Astrea en 2027, puis cinq sister-ships entre 2028 et 2030.
- Un navire pour TUI Cruises, le Mein Schiff Flow en 2026.
- Quatre navires pour Explora Journeys de la classe Explora, l’Explora III en 2026 et quatre sister-ships entre 2027 et 2028.
- Deux navires pour Regent Seven Seas Cruises d'une nouvelle classe, le Seven Seas Prestige en 2026 et un sister-ship en 2029.
- Deux navires pour Oceania Cruises d'une nouvelle classe, le Sonata en 2027 et un sister-ship en 2028.
- Trois navires pour Crystal Cruises d'une nouvelle classe, en 2028, 2030 et 2033.
- Trois navires pour Carnival Cruise Line d'une nouvelle classe, en 2029, 2030 et 2031.
- Deux navires pour Aida Cruises d'une nouvelle classe, en 2030 et 2031.
- Deux navires pour Marella Cruises d'une nouvelle classe, en 2030 et 2032.
- Quatre navires pour Norwegian Cruise Line d'une nouvelle classe, en 2030, 2032, 2034 et 2036.

### Autres navires
- Cinq patrouilleurs hauturiers polyvalents (PHP) de classe Thaon di Revel pour la Marina militare, entre 2025 et 2028.
- Un patrouilleur hauturier pour la Guardia Costiera, pour 2025.
- Deux navires ravitailleurs de type Vulcano pour la Marina militare, l’Atlante pour 2025 et un sister-ship pour 2026.
- Un navire hydro-océanographique pour la Marina militare et l'Istituto idrografico della Marina d'Italie, pour 2026.
- Quatre frégates du programme européen FREMM pour la Marina militare, entre 2025 et 2027.
- Deux sous-marins de type U212 NFS en collaboration avec ThyssenKrupp Marine Systems pour la Marina militare, entre 2027 et 2029.
- Six corvettes (offshore patrol vessels – OPV), dont trois en option, pour la Marina militare.
- Un ferry pour le compte de la région Sicile.

## Concurrents
En 2016, les principaux chantiers navals dans le monde sont :
- Daewoo Shipbuilding & Marine Engineering (Corée du Sud)
- Hyundai Heavy Industries (Corée du Sud)
- Samsung Heavy Industries (Corée du Sud)
- Mitsubishi Heavy Industries (Japon)
- Mitsui Engineering & Shipbuilding (Japon)
- Meyer Werft et Meyer Turku (Allemagne et Finlande)
- Damen Group (Pays-Bas)
- Chantiers de l'Atlantique (France)
- Naval Group (France)